# Wielka Wieś (powiat starachowicki)
Wielka Wieś – wieś w Polsce położona w województwie świętokrzyskim, w powiecie starachowickim, w gminie Wąchock.
Do 1929 roku istniała gmina Wielka Wieś. W latach 1975–1998 miejscowość należała administracyjnie do województwa kieleckiego.
Wierni Kościoła rzymskokatolickiego należą do parafii Wniebowzięcia Najświętszej Maryi Panny i św. Floriana w Wąchocku.

## Części wsi
| SIMC    | Nazwa     | Rodzaj    |
| ------- | --------- | --------- |
| 0276831 | Podławki  | część wsi |
| 0276848 | Podmiasto | część wsi |

## Historia wsi
Wieś z XII wieku. 
W wieku XIX Wielka Wieś, dawniej Wiela Wieś, wieś w powiecie iłżeckim, gminie Wielka Wieś, parafii Wąchock, odległa od Iłży 27 wiorst.
Podług lustracji z roku 1872 ma 95 domów 497 mieszkańców, 864 mórg włościańskich i 3 morgi dworskie.
Podług lustracji z roku 1827 było w Wielkiej Wsi 41 domów i 262 mieszkańców.
Według Długosza (Lib. Ben., III, 405) a także (Lib. Ben. II 478) Gedko, biskup krakowski, nadał tę wieś klasztorowi wąchockiemu. Kmiecie odrabiali po 3 dni w tygodniu, dawali po 30 jaj, 4 koguty, 2 sery, obowiązani byli do powaby i osepu po 8 korców owsa, 4 jęczmienia; 4 zagrodnicy płacili po fertonie i odrabiali 2 dni: na Wielkanoc i na św. Michała. Wszystkie role dawały dziesięcinę snopową i konopną, wartości 6 grzywien, klasztorowi, zagrodnicy płacili po 6 groszy za stacyą.
Według registru poborowego powiatu sandomierskiego z r. 1578 „Wieliawiesz” miała 21 osad na 51/2 łanach, 5 zagrodników z rolą, 3 komorników, 2 biednych, 1 rzemieślnika (Pawiński, Małop., 196).
Wieka Wieś jako gmina miała w wieku XIX 5421 mórg obszaru (436 dworskich) i 4569 mieszkańców (418 pochodzenia żydowskiego).
Sąd gminny okręgu II i stację pocztową w osadzie miejskiej Wąchock.
W skład gminy wchodzą: osada miejska Wąchock, tudzież osady Bugaj, Kaczka, Marcinków, Mostki, Parszów, Parszów Górniczy, Piaski, Rataje, Stary-Staw, Szklenice, Węglów, Wielka-Wieś.

## Zabytki
Drewniany spichlerz w zagrodzie nr 100 z 1880 r., wpisany do rejestru zabytków nieruchomych (nr rej.: A.840 z 6.08.1976).